# Snake 'n' Bacon
Snake 'n' Bacon è un episodio pilota televisivo animato e live-action statunitense del 2008, creato da Michael Kupperman, Scott Jacobson e Rich Blomquist.
Basato sull'omonimo fumetto, l'episodio è intitolato Psst! Wanna See a Crime Scene? ed è formato da diversi sketch quali: The Head, The Saga of Teen Grandpa, Toad to Perdition, Rabid District Attorney e District Attorney of a 1000 Faces.
L'episodio è stato trasmesso negli Stati Uniti su Adult Swim il 10 maggio 2008.

## Trama
Dopo essere stati svegliati da The Green Fairy, Snake e Bacon visitano una scena del crimine dove è avvenuto un omicidio. Più tardi, un detective mostra ai due tutte le prove della scena raccolte dalla "Police Vac". Dopo aver esaminato le prove, Snake scopre che l'assassino si nasconde sotto un centesimo e vengono ordinati di attaccarlo. Il procuratore distrettuale si congratula con loro per il loro successo. È in questo momento che Snake si rende conto che il procuratore ha volato sopra di loro e li ha spiati per tutto il tempo.

## Personaggi e doppiatori

### Personaggi principali
- Snake, doppiato da Tim Lagasse.
- Bacon, doppiato da Tim Lagasse.

### Personaggi secondari
- The Green Fairy, interpretata da Kristen Schaal.
- Detective, interpretato da Dan Bakkedahl.
- Procuratore distrettuale, interpretato da David Rakoff.